# Ecrainville
Ecrainville é uma comuna francesa na região administrativa da Normandia, no departamento de Sena Marítimo. Estende-se por uma área de 12,76 km². Em 2010 a comuna tinha 1 018 habitantes (densidade: 79,8 hab./km²).